# Orthographes des langues nigérianes
Les Orthographes des langues nigérianes (en anglais Orthographies of Nigerian Languages) est une série de manuels publiés par le Centre national de langue (National Language Centre) du Nigéria. Les premiers manuels sont publiés dans les années 1980, et ceux-ci sont produits dans le but d’examiner la possibilité d’enseigner dans ces langues dans le système éducatif nigérian. Cependant seule une partie de ces langues, les langues largement parlées, ont bénéficié de programme d’alphabétisation dans le système éducatif.
| langue   | manuel           |
| -------- | ---------------- |
| abuan    | 9                |
| berom    | 3                |
| bura     | 5                |
| degema   | 9                |
| ebira    | 4                |
| echie    | 10               |
| édo      | 2                |
| efik     | 1                |
| egbema   | 9                |
| egene    | 10               |
| ekpeye   | 9                |
| eleme    | 10               |
| esan     | 5                |
| etsako   | 7                |
| gbagyi   | 4                |
| gokana   | 10               |
| haoussa  | 1                |
| ibani    | 9                |
| ibibio   | 3                |
| idoma    | 3                |
| igala    | 4                |
| igbo     | 1                |
| ijo      | 2                |
| ikwere   | 5                |
| isoko    | 4                |
| kaje     | 4                |
| kalabari | 3                |
| kana     | 10               |
| kanuri   | 2                |
| koro     | 7                |
| ndoni    | 10               |
| nupe     | 3                |
| obolo    | 6                |
| oḍual    | 9                |
| ogba     | 9                |
| okrika   | 10               |
| fulfulde | 2                |
| tangale  | (numéro special) |
| tarok    | 6                |
| tiv      | 2                |
| yoruba   | 1                |